# Damiera

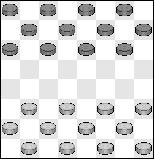
Orientazione della damiera italiana

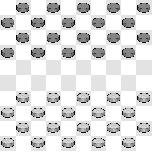
Orientazione della damiera internazionale

La damiera è il tavoliere su cui si gioca a dama.

## Caratteristiche
La damiera per dama italiana e dama inglese, come per la maggior parte delle dame nazionali, consta di 64 caselle (32 bianche e 32 scure). La prima differenza, a parte le regole di gioco che sono diverse, consiste nell'orientazione che, nella dama italiana, prevede la damiera  disposta in modo che ogni giocatore abbia alla propria destra una casella scura (cantone). Per la dama inglese, per altre dame nazionali e per la scacchiera del gioco degli scacchi, l'orientazione prevede che ogni giocatore abbia alla propria destra una casella bianca. Da notare che nell'orientazione è la dama italiana, assieme alla dama spagnola, che fa eccezione. La dama internazionale consta di 100 caselle (50 bianche e 50 scure), mentre l'orientazione prevede che ogni giocatore abbia alla propria destra una casella bianca.
Le caselle nere sono denominate con dei numeri (nella dama italiana da 1 a 32 o nella dama internazionale da 1 a 50) sempre cominciando dalla posizione del giocatore nero (in alto a sinistra).
Questa denominazione è differente da quella usata sulla scacchiera (che invece descrive anche le caselle bianche, usate negli scacchi ma non nella dama).
Nella disposizione al cominciare della partita, i pezzi (dodici o venti) del colore bianco e del colore nero vengono sistemati sopra la damiera sulle caselle delle file iniziali (tre o quattro) davanti a chi sta facendo il gioco, corrispondenti alle prime caselle da 1 a 12 o da 1 a 20 e a quelle ultime da 21 a 32 o da 31 a 50 (per convenzione in basso per il bianco e in alto per il nero).
La damiera fissa più grande d'Europa, utilizzata per partite di dama vivente, è quella situata nella Piazza Imperiale di Poggio Imperiale.
Un'altra notevole damiera fissa, anch'essa utilizzata per manifestazioni di dama vivente, si trova in Piazza Roma di Castelvetro di Modena.